# Antonela Roccuzzo
Antonela Roccuzzo, née le 26 février 1988 à Rosario, est une mannequin argentine. Elle est connue pour être, depuis 2009, la conjointe du footballeur argentin Lionel Messi.

## Biographie

### Jeunesse
Antonela est née à Rosario en 1988. Son père, José Roccuzzo, est entrepreneur d'une chaîne de supermarchés bien connue de la ville et fondée par les grands-parents paternels d'Antonela. Sa mère, Patricia Blanco, s'est consacrée à prendre soin des trois filles : elle et les deux sœurs, Paula et Carla, qui sont avocate et médecin. Le footballeur Lucas Scaglia est son cousin.
Roccuzzo commence à étudier l’odontologie à l’université nationale de Rosario en 2007. Elle abandonne au bout de six mois puis étudie en communication pendant un an.

### Carrière
En novembre 2016, elle devient mannequin pour la marque de mode argentine.

### Vie privée
En 1996, Roccuzzo fait la connaissance de Lionel Messi par l'intermédiaire de son cousin Lucas Scaglia, ami d'enfance de ce dernier.
En 2007, sa meilleure amie meurt dans un accident de voiture, et Messi la rejoint en Argentine pour la soutenir,. Messi retourne plus tard à Barcelone et le couple entame une relation à distance. Ils s'affichent publiquement ensemble en 2008 mais la relation ne sera officialisée qu'en janvier 2009 par Messi à la télévision espagnole. À la suite de leurs fiançailles en 2010, Roccuzzo rejoint Messi à Barcelone et s'installe avec lui. Ensemble ils ont trois fils : Thiago né en novembre 2012, Mateo né en septembre 2015 et Ciro né en mars 2018. Le couple s'est marié en 2017.